# 蒙赶
蒙趕（？—1045年），北宋庆历年间环州起事首领，環州思恩县（今广西大化）人。一说广南西路白崖山（今贵州荔波县境）人。
北宋慶曆四年（1044年）二月，同县人区希范和其叔区正辞率领族人反宋后，率众攻打环州，推蒙赶为帝，建立大唐国，请巫师设坛祭天，建制封官，区正辞为“奉天开基建国桂王”，区丕绩为宰相，区希范为神武定国令公、桂州牧，建制度，封职官，受封者四十余人。区希范率众五百攻破思恩城，夺取思恩州印，举兵攻占环州，改环州为武胜军，接着又攻打溪寨，下镇宁州和普义寨。宋廷悬重赏缉拿，凡捕获蒙赶、希范、正辞者，“人賜袍带，钱三十万，盐千斤”。慶曆五年（1045年）三月，廣西轉運使杜杞率兵云集环州，派摄官区晔、进士曾子华、宜州校吴香等人杀牲置酒，誘骗蒙趕率部赴宴结盟，暗中在酒内放入“曼陀罗花”，布下伏兵。于是“饮者皆醉，悉被执杀”，蒙趕和區希範被擒殺，起义失败。